# 창영
창영(昌永, ?~?)은 신라의 관리이다.

## 생애
113년에 이찬(伊飡) 관등에 오르면서 16년 이상 신라의 국정 업무를 맡았다.